# 魯爾·托利斯
魯爾·托利斯·艾巴特（Raul Torres Abad，1984年4月24日—），是西班牙的足球運動員，司職前鋒。

## 球員生涯
魯爾·托利斯一直在西班牙低級聯賽效力。
2008-09年球季，魯爾·托利斯為泰拿沙上陣17場入2球。
2009年，魯爾·托利斯加盟西班牙化的傑志，他在西班牙五虎加盟較後時間才正式加盟。
據傑志引述說，魯爾·托利斯是禾志利的後備，是個速度快的射手。
傑志教練甘巴爾表示，魯爾托利斯能勝任中前場多個位置。
09至10球季開始不久，傑志羅致了剛果共和國前鋒文嘉，隨住他的來臨，意味魯爾·托利斯被取代。
2009年12月，魯爾·托利斯因未能識應香港生活而與傑志解約離隊。